# نیندر ۸۵۲۹۹
سیارک ۸۵۲۹۹ (به انگلیسی: 85299 Neander، نامگذاری:1994TM16) هشتاد و پنج هزار و دویست و نود و نهمین سیارک کشف شده‌است که در ۵ اکتبر ۱۹۹۴ کشف شد.